# Janusz Budzanowski
Janusz Budzanowski (zm. 20 września 1939 w Grodnie) – polski harcerz, uczestnik obrony Grodna w 1939. 

## Życiorys
Był synem grodzieńskiego samorządowca i posła Teofila Budzanowskiego i Korduli Budzanowskiej. Uczył się w Państwowym Gimnazjum i Liceum Męskim im. Adama Mickiewicza w Grodnie. 20 września 1939 podczas obrony Grodna unieruchomił jeden z czołgów sowieckich, jednakże odniósł przy tym śmiertelną ranę. 
Został pochowany na cmentarzu farnym w Grodnie. Na nagrobku napisano, że był uczniem Państwowego Technikum Handlowego. Wykuto także napis: W kwiecie życia duch twój czysty na błękitach progu. Kwiaty cierpienia składa swemu Bogu Twoja Matka. Grób ten jest jedyną zachowaną mogiłą poległego obrońcy miasta. 